# Jacaré (dançarino)
Edson Gomes Cardoso Santos (Salvador, 21 de julho de 1972), mais conhecido pelo nome artístico de Jacaré ou Jack, é um empresário, ator, ex-dançarino e ex-coreógrafo brasileiro. Ganhou notoriedade em 1995 como dançarino do grupo É o Tchan!, onde também era o coreógrafo responsável pela criação de todas as coreografias. 
Durante onze anos, Jacaré integrou o elenco dos humorísticos A Turma do Didi e Aventuras do Didi, na Rede Globo.

## Vida pessoal
Desde 2014 vive no Canadá com a esposa Gabriela Mesquita e os filhos, Rafael e Beatriz. Em 2019 se formou na faculdade de Gestão Financeira. Em entrevista ao canal TwoCanada, ele contou sua trajetória de vida, e desmentiu um boato que tinha se tornado policial no Canadá.

## Trabalhos

### Televisão
| Ano       | Título            | Papel             |
| --------- | ----------------- | ----------------- |
| 2002–2010 | A Turma do Didi   | Jacaré            |
| 2010–2013 | Aventuras do Didi | Jacaré            |
| 2011–2012 | Criança Esperança | Ele mesmo         |
| 2013      | As Canalhas       | Omar              |
| 2015      | Saltibum          | Participante      |
| 2015      | Se Eu Fosse Você  | Bernardo          |
| 2015      | Siri-Manca        |                   |
| 2016      | Os Suburbanos     | Cléber (Clebinho) |
| 2017      | No Tomorrow       | Figurante         |

### Cinema
| Ano  | Título                   | Papel                 |
| ---- | ------------------------ | --------------------- |
| 2003 | Didi, o Cupido Trapalhão | Jacaré                |
| 2004 | Didi Quer Ser Criança    | Segurança do Parque 1 |
| 2014 | Tim Maia - O Filme       | Segurança             |

## Teatro
| Ano  | Título                                                      | Papel               |
| ---- | ----------------------------------------------------------- | ------------------- |
| 2009 | Deixa Eu Brincar de Ser Feliz, Deixa Eu Pintar o Meu Nariz  | Cristiano e Cyrano  |
| 2009 | Às Vezes É Preciso Usar Um Punhal Para Atravessar O Caminho | Rony e Cleijá Feijó |
| 2010 | Sade em Sodoma                                              | Serviçal e diversos |
| 2011 | O Retorno ao Deserto                                        | Paraquedista        |
| 2012 | A Negra Felicidade                                          | Negro Felipe        |
| 2012 | Os Trabalhadores do Mar                                     | Cluban              |
| 2013 | O Reino da Gataria                                          | Mordomo Edgar       |
| 2013 | A Prostituta Respeitosa                                     | O Negro             |
| 2013 | Ralé                                                        | Luka                |
| 2014 | O Homem das Cavernas                                        | Jack                |

## Bandas
- É o Tchan!